# Francisca Ballesteros
Francisca Ballesteros (1969) és una assassina en sèrie espanyola d'origen valencià que entre 1990 i 2004 va matar ses dues filles i son marit i va tractar de matar el seu fill.

## Historial criminal
Francisca Ballesteros va nàixer en la ciutat de València. Uns pocs anys després, se va traslladar a Melilla. Després de casar-se amb Antonio González Barribino, Ballesteros va donar a llum a una xica dita Florinda. El 1990, Ballesteros patí d'una depressió postpart i volia posar fi al seu matrimoni, però finalment va desistir. Més tard va decidir de matar la seva família i fugir a València. Ballesteros va enverinar a Florinda, que només tenia cinc mesos d'edat, amb Colme, un fàrmac utilitzat per tractar l'alcoholisme. Després de la mort del nadó, Ballesteros va decidir esperar per matar la resta de la seva família.
El 2004, 14 anys després d'assassinar sa filla, Ballesteros, que havia conegut a molts homes a través d'Internet, va decidir de matar la resta de la família i fugir a la ciutat on vivia un dels homes que havia conegut per Internet, i allí casar-se amb ell. El 12 de gener del 2004 Ballesteros va matar el seu marit Antonio González Barribino amb Colme i els sedants Zolpidem i bromazepam. El 4 de juny del 2004, Ballesteros va matar la seva filla Sandra, amb els mateixos medicaments i va tractar de matar el seu fill major, Antonio, el qual tenia 12 anys. El noi va ingressar a l'hospital amb enverinament el 4 de juny del 2004. L'autòpsia va revelar que havia estat enverinada.
El 7 de juny del 2004 Ballesteros va ser arrestada i confessà els assassinats.
El 26 de setembre del 2005, Francisca Ballesteros va ser condemnada a una pena de 84 anys de presó.